# Domingos Rosário
Domingos Rosário, O.P. (Lisboa, 27 de julho de 1737 – Ilha do Príncipe, ca. 1788), foi um frei dominicano e prelado português da Igreja Católica, que foi bispo de São Tomé.

## Biografia
Era natural de Lisboa, recebeu as ordens menores em 20 de dezembro de 1758, o subdiaconato em 20 de janeiro de 1760, o diaconato em 27 de janeiro seguinte e a ordenação presbiteral em 20 de julho do mesmo ano.
Foi proposto para bispo de São Tomé por Dona Maria I em 8 de agosto de 1782, sendo seu nome aprovado pelo Papa Pio VI em consistório de 16 de dezembro do mesmo ano. Recebeu a ordenação episcopal em 14 de dezembro de 1783.
Chegou as Ilhas e tomou posse em 1788, levando vários breves papais.
Morreu pouco tempo depois de chegar nas Ilhas, na Ilha do Príncipe, em 1788. Está sepultado na Igreja de Nossa Senhora do Rosário dos Pretos desta ilha.